# Zbigniew Wiktor
Zbigniew Bolesław Wiktor (ur. 9 czerwca 1942 w Radomyślu) – polski polityk i politolog, profesor, doktor habilitowany, wykładowca akademicki, lider istniejącej w latach 1990–2002 partii politycznej Związek Komunistów Polskich „Proletariat”.

## Życiorys
Jest synem robotnika. Po wojnie jego rodzina osiadła na tzw. Ziemiach Odzyskanych, a on sam wychował się w okolicach Kłodzka i ukończył liceum w Nowej Rudzie. Od 1962 roku był członkiem Polskiej Zjednoczonej Partii Robotniczej. W 1965 ukończył studia na Wydziale Prawa Uniwersytetu Wrocławskiego, następnie podjął pracę w macierzystej uczelni, początkowo w Katedrze Państwa i Prawa, od 1969 w Instytucie Nauk Politycznych. W 1972 roku uzyskał na Uniwersytecie Wrocławskim stopień doktora na podstawie pracy Sądownictwo społeczne w PRL napisanej pod kierunkiem Władysława Zamkowskiego. W 1986 uzyskał na Uniwersytecie w Lipsku habilitację na podstawie pracy Der wissenschafliche Kommunismus und die Wissenschaft von der Politik in der VR Polen. Był wieloletnim wykładowcą i profesorem nadzwyczajnym Instytutu Politologii Wydziału Nauk Społecznych Uniwersytetu Wrocławskiego. Zbigniew Wiktor był również przewodniczącym działającej w latach 1990–2002 partii Związek Komunistów Polskich „Proletariat”, a po jej rozwiązaniu został działaczem Komunistycznej Partii Polski. Ze względu na jego działalność komunistyczną i członkostwo w KPP, w 2005 roku o jego usunięcie z Uniwersytetu Wrocławskiego starał się poseł LPR – Janusz Dobrosz. W 2009 roku o kompromitowanie Uczelni poprzez publikację tekstów między innymi w kanadyjskim miesięczniku „Northstar Compass” oskarżył prof. Wiktora inny wykładowca Uniwersytetu Wrocławskiego – prof. Ludwik Turko.
Jest profesorem nadzwyczajnym Dolnośląskiej Wyższej Szkoły Przedsiębiorczości i Techniki w Polkowicach (DWSPiT).